# Eric Stuteville
Eric Stuteville (Orangevale, California, 6 de febrero de 1995) es un exbaloncestista estadounidense. Con 2,11 metros de estatura, jugaba en la posición de pívot.

## Trayectoria deportiva

### Universidad
Jugó cuatro temporadas con los Hornets de la Universidad Estatal de Sacramento, en las que promedió 8,1 puntos, 4,5 rebotes y 1,2 tapones por partido. En su temporada júnior fue el máximo taponador de la Big Sky Conference, promediando 1,9 tapones por partido.

### Profesional
Tras no ser elegido en el Draft de la NBA de 2017, fue invitado a disputar las Ligas de Verano de la NBA con los Sacramento Kings, pero fue cortado por el equipo. En el mes de octubre fue elegido como número 1 del Draft de la NBA Development League, equipo con el que firmó contrato.